# Club Deportivo Lorca
El CD Lorca era un club de fútbol de España de la ciudad de Lorca en la Región de Murcia. Fue fundado en 1950 y desapareció en 1966.

## Historia
Entre 1933 y 1936 existió un equipo llamado CD Lorca, compitió durante apenas 2 años y dejó de competir al estallar la Guerra Civil.
En 1950 se crea de nuevo el CD Lorca y juega su primer partido en El Rubial frente al Águilas, perdiendo 1-0. El equipo disputa amistosos hasta que en 1951 vuelve a hacer su aparición en la Tercera División frente al CD Cieza.
El 28 de octubre de 1951 se inaugura el Campo de San José, después de haber jugado las primeras jornadas del campeonato en el campo del Instituto, con un amistoso contra el Pinosense con victoria lorquina 6-1. El primer partido oficial en el nuevo campo se disputa el 1 de noviembre contra el Orihuela Deportiva. La temporada finaliza con el Lorca campeón por delante del Yeclano CF, consiguiendo el ascenso a Tercera División.
La temporada 1952-1953 se juega en Tercera contra equipos como el CD Castellón el Elche CF y la UD Alzira, finalizando 11º.
La situación económica no era muy boyante por entonces y el 16 de junio la junta directiva dimite ante la Federación Regional Murciana. El nuevo presidente es Francisco Artés Carrasco. Participa de nuevo en Tercera División y mejora la clasificación del año anterior, terminando 10º. La siguiente temporada se amplía la Tercera División y el Lorca pasa al grupo 10 con equipos como el Elche CF o el Yeclano CF con el que había gran rivalidad.
En 1955 surge un equipo en categorías inferiores, el Atlético Lorquino. Este modesto club participa en campeonatos comarcales. Por su parte, el CD Lorca termina tercero tras el Hellín y el Yeclano. El Lorca continúa compitiendo en Tercera División con modestas actuaciones.
En 1957 Francisco Artés da las cuentas del año anterior, con un superávit de 12.000 pesetas y presenta su dimisión irrevocable y se nombra una comisión. En septiembre accede a la presidencia José Yagüe.
Sigue el Lorca su andadura por la Tercera, en 1959 llega cedido Agustín Aragón Villodre del Atlético de Madrid. Por 1960 el Lorca tiene una deuda estimada en 100.000 pesetas, sin embargo esto no impide que consiga de nuevo la permanencia holgadamente.
Tras varias campañas en Tercera, en 1966 el club cae al pozo de la Regional y desaparece. Lorca se queda sin fútbol durante tres años.

## Presidentes
- 1953-1957: Francisco Artés Carrasco
- 1957-1960: José Yagüe

## Uniforme
- Uniforme titular: Camiseta a rayas blanquiazules, pantalón azul, medias blanquiazules.

## Estadio
El CD Lorca disputó sus primero partidos en el Campo del Instituto Ibañez Martín. Cuando se hizo evidente la necesidad de un nuevo campo de fútbol en la ciudad se compraron unos terrenos en el Barrio de San José y se levantó allí el Municipal de San José, que se inauguró el 28 de octubre de 1951 con un amistoso contra el Pinosense que ganó el Lorca 6-1.

## Datos del club
- Temporadas en Primera División: 0
- Temporadas en Segunda División: 0
- Temporadas en Segunda División B: 0
- Temporadas en Tercera División: 14
- Mayor goleada conseguida: .
  - En campeonatos nacionales: CD Lorca 14 - Monóvar CD 0 (Temporada 1961/62)
- Mayor goleada encajada: .
  - En campeonatos nacionales: UD Cartagenera 9 - CD Lorca 1 (Temporada 1961/62)
- Mejor puesto en la liga: 3º en Tercera División (Temporada 1961/62)
- Peor puesto en la liga: 16º en Tercera División (Temporada 1965/66)

## Palmarés
- No ganó ningún título